# 瓦伊塔帕利亞納山
瓦伊塔帕利亞納山（Huaytapallana）是秘魯的山峰，位於該國中部胡寧大區的萬卡約省，屬於安第斯山脈中瓦伊塔帕利亞納山脈的一部分，海拔高度5,557米。